# 허한
허한(許僩, 1574년 ~ 1642년)은 조선시대 중기, 후기의 문신으로 자는 의보(毅甫), 호는 행오(杏塢) 또는 향오(香塢)이고, 본관은 양천이다. 지중추부사 한천(寒泉) 허잠(許潛)의 셋째 아들이자 허적의 아버지이며, 인현왕후의 할아버지인 민광훈의 처외삼촌이다. 충청북도 출신.

## 생애
충청북도 충주에서 태어났다. 선대의 세거지는 한성부였으나 조부 생원 허초(許礎)의 대에 충청북도 중원군(현 충주시)에 자리잡아 세거하게 되었다. 보은 현감, 예천군수(醴泉郡守)를 거쳐 이천도호부사에 이르렀다. 사후 증 대광보국숭록대부 의정부영의정에 추증(追贈)되었다.
가족관계
- 아버지:허잠
  - 누이: 양천 허씨
  - 매제: 이광정
    - 조카:연안 이씨
    - 조카손서: 민광훈
      - 조카의 아들:민유중
        - 조카의 손녀:인현왕후

<본인>
- 아들:허적
  - 손자:허견(서자)

## 관련 문화재
- 허한・허적 초상 - 충청북도의 유형문화재 제210호

## 같이 보기
- 허적
- 민광훈
- 이광정
- 허목
- 송시열
- 윤휴
- 민유중